# Симптом триніжка
Симптом триніжка (або рідше симптом триноги, симптом розпірки) — діагностичний симптом, який виявляють при обстеженні хворого на менінгеальний синдром. Входить до поняття «менінгеальні симптоми».
Є особливо цінним при діагностиці слабко виразного менінгеального синдрому, але має обмежену значущість, адже не може бути виявлений у маленьких дітей до 2-3-х років, в осіб похилого віку, за наявності виразного попереково-крижового радикуліту.
Деякі дослідники вважають його ознакою тільки поліневриту та попереково-крижового радикуліту.

## Методика виявлення симптому
Хвору людину садять на тверду рівну горизонтальну поверхню з витягнутими вперед ногами. При позитивному симптомі пацієнт відкидається назад і спирається на руки та згинає ноги. Таким чином в нього є опора на три точки (руки, сідниці і п'яти) — «триніжка». У сумнівних випадках потрібно обстежуваному, що сидить, зігнути голову в шиї вперед. При позитивному симптомі в такій ситуації відбувається рефлекторне згинання ніг.